# Sectorul 4
Sectorul 4 este un sector în București, situat în partea de sud a municipiului, cuprins între sectoarele 3 și 5.

## Delimitare
Începând din P-ța Națiunilor Unite (inclusiv):
- Limita de nord: râului Dâmbovița până la circa 1800 m est de podul de pe Dâmbovița de pe Șos. Vitan-Bârzești.
- Limita de est: linia convențională cu direcția sud-vest până la Drumul Cheile Turzii, se continuă pe Drumul Cheile Turzii, pe Str. Pechiu Ion până la Șos. Berceni, pe Șos. Berceni până la linia de centură (toate inclusiv) cuprinzând și cimitirul Berceni.
- Limita de sud: linia de centură, circa 2400 m spre vest de la Șos. Berceni, cuprinzând și unitatea și depozitul de colectare a metalelor din cadrul fostului Ministerului Industriei Metalurgice.
- Limita sud-vestică: linia de centură cu direcția nord-vest până la Drumul Bercenarului, continuă pe Drumul Bercenarului (inclusiv) până la Șos. Giurgiului.

Bulevardul Constantin Brâncoveanu, 23 mai 2008

- Limita de vest: Șos. Giurgiului, Calea Șerban Vodă până la intersecția cu Str. Mitropolitul Iosif, pe Str. Mitropolitul Iosif, Str. Mitropolitul Veniamin Costache până la Str. Cuțitul de Argint, Str. Cuțitul de Argint, Str. Serg. major Ancuța Ilie (toate inclusiv), până la Str. Fabrica de Chibrituri (exclusiv) până la Str. Mitropolitul Filaret, pe Str. Mitropolitul Filaret până la Str. Gazelei, Str. Gazelei până la Calea Rahovei, Calea Rahovei (toate inclusiv) până la Str. Antim, Str. Antim, Str. Sfinții Apostoli până la Str. Apolodor, Str. Apolodor (toate exclusiv) până la P-ța Națiunilor Unite (inclusiv).

## Politică
Primarul sectorului 4 este Daniel Băluță, membru al Alianței PSD-PNL (PSD-PNL). Consiliul Local al Sectorului 4 este format din 27 de consilieri, cu următoarea compoziție bazată pe partid politic, după alegerile locale din 2024:
| % | Partid          | Consilieri | Componența Consiliului | Componența Consiliului | Componența Consiliului | Componența Consiliului | Componența Consiliului | Componența Consiliului | Componența Consiliului | Componența Consiliului | Componența Consiliului | Componența Consiliului | Componența Consiliului | Componența Consiliului | Componența Consiliului | Componența Consiliului |
| - | --------------- | ---------- | ---------------------- | ---------------------- | ---------------------- | ---------------------- | ---------------------- | ---------------------- | ---------------------- | ---------------------- | ---------------------- | ---------------------- | ---------------------- | ---------------------- | ---------------------- | ---------------------- |
|   | Alianța PSD-PNL | 14         |                        |                        |                        |                        |                        |                        |                        |                        |                        |                        |                        |                        |                        |                        |
|   | ADU             | 8          |                        |                        |                        |                        |                        |                        |                        |                        |                        |                        |                        |                        |                        |                        |
|   | AUR             | 3          |                        |                        |                        |                        |                        |                        |                        |                        |                        |                        |                        |                        |                        |                        |
|   | REPER           | 2          |                        |                        |                        |                        |                        |                        |                        |                        |                        |                        |                        |                        |                        |                        |

## Muzee/monumente/clădiri importante
- Palatul de Justiție din București
- Dealul Patriarhiei
- Biserica Bucur
- Casa Memorială Tudor Arghezi
- Casa Memorială George Bacovia
- Muzeul Tehnic
- Uzina Electrică Filaret
- Observatorul Astronomic București - Institutul Astronomic al Academiei Române
- Sala Polivalentă din București
- Palatul Național al Copiilor
- Mausoleul din Parcul Carol
- Mormântul Ostașului Necunoscut din București
- Fântâna George Grigorie Cantacuzino
- Fântâna Zodiac
- Cimitirul Bellu
- Crematoriul „Cenușa”
- Institutul Național de Medicină Legală „Mina Minovici”
- Colegiul Național Gheorghe Șincai
- Colegiul Național Ion Creangă

## Parcuri
- Parcul Carol I
- Parcul Tineretului
- Parcul Orășelul Copiilor
- Parcul Lumea Copiilor
- Parcul Tudor Arghezi
- Parcul Natural Văcărești